# مضلع مماسي

شبه منحرف مماسي.

في الهندسة الإقليدية، المضلع المماسي أو المضلع المحيط هو مضلع مُحدّب يحتوي دائرةً داخليةً تمسُّ جميعَ أضلاعِه. جميعُ المثلثاتِ مماسيّةٌ، وكذلك جميعُ المضلعات المنتظمة. من المضلعات المماسية الشائعة هي الرباعيات المماسية والتي تتضمن المعين والطائرة الورقية.

## الخواص
يحتوي المضلع المحدب على دائرةٍ داخليةٍ إذا وفقط إذا التقت جميع منصفات زواياه في نقطة وحيدة. تُعرف هذه النقطة على أنها مركز دائرته الداخلية.

## نصف القطر المماسي
إذا كانت أضلاع مضلع ذو {\displaystyle n} رأس هي {\displaystyle a_{1},a_{2},...,a_{n}} ومساحته {\displaystyle K} ونصف محيطه {\displaystyle s} فإنَّ نصف قطر دائرته الداخلية هي:
{\displaystyle r={\frac {K}{s}}={\frac {2K}{\sum _{i=1}^{n}a_{i}}}}